# IC 1077
IC 1077 је спирална галаксија у сазвјежђу Вага која се налази на листи објеката дубоког неба у Индекс каталогу.
Деклинација објекта је - 19° 12' 53" а ректасцензија 14h 57m 21,6s. Привидна величина (магнитуда) објекта IC 1077 износи 12,7 а фотографска магнитуда 13,5. IC 1077 је још познат и под ознакама ESO 581-2, MCG -3-38-30, IRAS 14545-1900, PGC 53450.